# هنريك ويبر
هنريك ويبر (بالمجرية: Weber Henrik)‏ هو رسام مجري، ولد في 24 مايو 1818 في بشت في المجر، وتوفي بنفس المكان في 14 مايو 1866.